# Повіт Тоне
Пові́т То́не (яп. 利根郡, とねぐん, МФА: [tone guɴ]) — повіт у префектурі Ґумма, Японія.